# Trebisacce
Trebisacce är en ort och kommun i provinsen Cosenza i regionen Kalabrien i Italien. Kommunen hade 9 016 invånare (2018).